# Teal'c
Teal'c [pronuncia IPA: ˈtiːəlk] è un personaggio immaginario della serie televisiva di fantascienza Stargate SG-1; uno dei quattro membri originali della squadra SG-1, nonché ex Primo Jaffa di Apophis. È interpretato da Christopher Judge.

## Trama
Teal'c è un Jaffa libero e il suo nome vuol dire forza. È un uomo leale e fidato, anche se introverso, con un codice morale molto rigoroso e coerente, nonostante sia in grado di essere anche molto simpatico. Ha un fisico robusto e possente (caratteristica che gli varrà il nomignolo "Muscoli" da parte di Vala Mal Doran") ed è in grado di spaventare i suoi nemici anche solo con lo sguardo; caratteristica principale del personaggio è un simbolo sulla fronte, fittiziamente realizzato con nette incisioni direttamente sulla pelle e poi ricoperte con oro fuso, segno che una volta serviva Apophis col grado di Jaffa più anziano. In battaglia è una macchina di morte, capace di utilizzare egregiamente qualunque arma da fuoco, sia essa leggera o pesante, terrestre o aliena, e senza rivali nel combattimento corpo a corpo. È inoltre in grado di pilotare qualunque nave Goa'uld e per i Jaffa liberi, è un grande leader.
Il padre di Teal'c, Ro'nak, fu Primo Jaffa di Cronus, potente Signore del sistema. Ro'nak, dopo aver perso una battaglia impossibile da vincere, invece di morire sul campo di battaglia, si ritirò per salvare i suoi uomini. Cronus per questo lo punì con una morte lenta e dolorosa, causata dallo stritolamento del suo simbionte. Successivamente Teal'c e sua madre si trasferirono su Chulak, un mondo sotto il dominio di Apophis, nemico di Cronus.
Teal'c intraprese giovanissimo (circa 11 anni) la carriera militare nella speranza di vendicare la morte del padre. Divenne molto bravo grazie al suo mentore Bra'tac (Primo Jaffa di Apophis), che gli insegnò che i Goa'uld non erano degli dei ma solo crudeli impostori e che i Jaffa sono la loro vera forza. Senza di essi, i Goa'uld non sono nulla.
Dopo essersi ripetutamente distinto in battaglia per i suoi meriti venne presentato da Bra'tac ad Apophis, ma quest'ultimo lo insultò pesantemente per le colpe del padre; quando Teal'c contestò le sue parole venne punito duramente: questo aumentò ulteriormente la sua sfiducia nei confronti dei Goa'uld.
Teal'c ebbe l'occasione di dimostrare la falsità dei Goa'uld quando Va'lar, un suo grande amico, venne sconfitto dopo una feroce battaglia contro l'esercito del nemico Ra. Apophis si infuriò e ordinò a Teal'c di giustiziarlo per la sua incompetenza ma Teal'c, disobbedendo agli ordini ricevuti, gli permise di fuggire e prese un simbionte di Jaffa morto per dimostrare l'esecuzione. Apophis non si accorse di nulla, dimostrando che i Goa'uld erano falsi dei, privi di onniscienza.
Teal'c ebbe una relazione sentimentale con Shau'nac ma furono costretti a lasciarsi dopo che lei era diventata una sacerdotessa di Apophis, quindi sposò Drey'auc ed ebbe un figlio, Rya'c.
Quando Bra'tac decise di dimettersi dal suo incarico di Primo Jaffa venne sostituito da Teal'c, che fu costretto a commettere ogni genere di crimine e per questo ne soffrì moltissimo.
L'occasione di cambiare vita radicalmente si presentò quando l'SG-1 venne catturata su Chulak; Teal'c capì che i Tau'ri (gli umani della Terra) erano abbastanza progrediti tecnologicamente per contrastare l'avanzata dei Goa'uld, tradì Apophis e si unì alla fuga dell'SG-1, entrando in seguito a far parte della squadra: da quel momento fu chiamato Shol'va, ovvero traditore che merita solo la morte. Solo pochi altri Jaffa si unirono alla sua causa e a quella di Bra'tac.
Qualche mese più tardi tornò su Chulak per fermare il Prim'tah di suo figlio Ry'ac ma non riuscì ad evitarlo perché il ragazzo fu colpito da una febbre violentissima e fu costretto ad effettuare l'impianto. La moglie di Teal'c, Drey'auc, credendo che il marito fosse morto, si rifece una vita con Fro'tak, un loro vecchio amico, che successivamente denunciò Teal'c ad Apophis. Ry'ac subì il lavaggio del cervello da parte di Apophis, la stessa cosa accadde poi anche a Teal'c, ma l'intervento di Bra'tac fu decisivo perché eseguì il rito di Mal Sha'rim, ovvero la privazione del simbionte fino al punto di morte. Teal'c riuscì a sopravvivere e a recuperare la memoria.
Nell'episodio "Crocevia - 4.04" Teal'c riprese la relazione con Shau'nac, la quale venne uccisa da Tanith. Teal'c ebbe giustizia uccidendo Tanith nell'episodio "48 ore – 5.14".
Nel frattempo la Resistenza Jaffa continuò a diffondersi a macchia d'olio grazie anche ad un nuovo grande leader, K'tano, che era un grande comunicatore molto coraggioso. In seguito si scoprì che in realtà non era un Jaffa, ma un Goa'uld in cerca di potere; si scontrò in duello contro Teal'c e da lui venne sconfitto e ucciso.
Nell'episodio "La cura - 6.10" sul pianeta Pangar venne scoperta una sostanza, il Tretonin, derivata da Egeria, la regina dei Tok'ra (alleati dei Tau'ri). Questa medicina aveva la capacità di curare ogni genere di malattia ma come effetto collaterale creava una forte assuefazione. Una volta assunta se ne era dipendenti per tutta la vita.
Nell'episodio "Vite parallele - 6.19" Teal'c e Bra'tac caddero in un'imboscata sul pianeta Kresh'taa insieme a centinaia di Jaffa che persero la vita per la privazione del loro simbionte. Gli unici sopravvissuti furono Bra'tac e Teal'c, i quali scambiandosi l'unico simbionte ancora in vita riuscirono a salvarsi entrambi. Daniel Jackson, Asceso, aiutò indirettamente Teal'c incitandolo in sogno a resistere fino all'arrivo dell'SG-1. Una volta soccorso Teal'c, i Tok'ra portarono del Tritonio modificato, capace di adattarsi alla fisiologia dei Jaffa, e questo permise loro finalmente di non essere più dipendenti dai Goa'uld.

## Età
Teal'c è nato nel 1899. Durante la quarta stagione di Stargate SG-1 ha 101 anni. Considerando che ogni stagione della serie corrisponde a circa un anno di vita dei personaggi, ciò permette di dedurre la sua età durante tutti gli episodi. Si deve però precisare che nell'ultimo episodio di Stargate SG-1, Teal'c trascorre 50 anni invecchiando mentre gli altri personaggi in sua compagnia nella nave Odyssey in un campo di distorsione temporale, dopo questi 50 anni, tornano indietro nel tempo ridiventando giovani.

## Look
Fino all'ottava stagione della serie Stargate SG-1, Teal'c si presenta con i capelli tagliati a zero (in parte della quarta stagione ha anche un piccolo pizzetto biondo). Nella nona e nella decima stagione, così come nei film Stargate: L'arca della verità e Stargate: Continuum, si presenta con i capelli molto corti e neri, anche se a partire dall'ultimo episodio di Stargate SG-1 e nei suddetti due film viene mostrata una striscia di capelli grigi su una tempia, caratteristica conservata anche in Stargate - Atlantis. Sorprendentemente, invece, in Stargate Atlantis - Episodio 4.17, si presenta con i capelli lunghi: in tale episodio, Teal'c vive un interessante confronto con Ronon Dex.